# جفری ویکس (جامعه‌شناس)

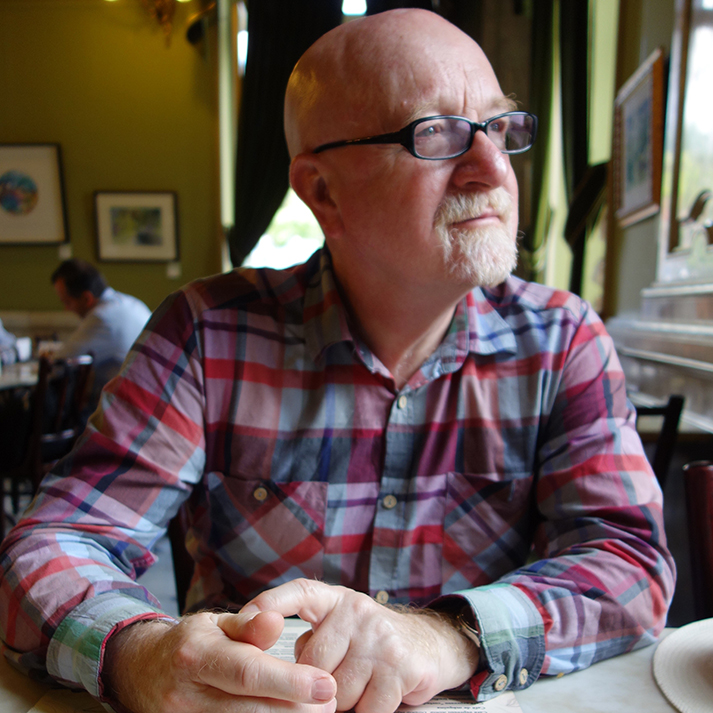
پرتره جفری ویکساثر مارک مک نستری

جفری ویکس دارای درجه افسر رتبهٔ امپراتوری بریتانیا(OBE)(متولد سال ۱۹۴۵، در رونتا، ولز) مورخ و جامعه‌شناس و متخصص در کار بر روی تمایلات جنسی است، و همچنین یک فعال همجنسگراست. وی یکی از دانشگاهیانِ انگلیسیِ پیشگام بود که در «جبههٔ رهایی همجنسگرایان» مشارکت داشته و یکی از اعضای مؤسسِ نشریهٔ «چپ گی» بوده که در ده شماره (۱۹۷۵ تا ۱۹۸۰) منتشر گشت.

## حرفه
ویکس نویسنده چندین کتاب از جمله «جنسیت و ناخشنودی‌های آن، (روتلج، ۱۹۸۵)»، «جنسیت، سیاست و جامعه (لانگمن، ۱۹۸۹)» برون‌آیی (Quartet، ۱۹۷۷)، یک مطالعه از تاریخ سیاست همجنسگرا در انگلستان، علیه طبیعت: مقالاتی دربارهٔ تاریخ و امور جنسی و هویت (۱۹۹۱)؛ اخلاق‌های ابداع‌شده: ارزش‌های جنسی در عصر عدم‌قطعیت (۱۹۹۵)وایجادِ تاریخ جنسی (۲۰۰۰). وی هم‌اکنون در دانشگاه «London South Bank» استادِ پژوهشگر است.

## کتاب تمایلات جنسی(Sexuality)
این کتاب دارای ۶ فصل است. اصل انگلیسی آن ۱۹۴ صفحه است. ترجمه این کتاب توسط حمید پرنیان صورت می‌گیرد؛ و در هر هفته قسمتی از یک فصل در «وبسایت رادیو زمانه» منتشر می‌شود. برای دانلود و مطالعه این کتاب به قسمت «پیوند به بیرون» مراجعه کنید.